# Friedrich Karl von Moser
Friedrich Karl von Moser (ur. 18 grudnia 1723 w Stuttgarcie, zm. 11 listopada 1798 w Ludwigsburgu) – niemiecki polityk i pisarz.
Pochodził w wirtemberskiej rodziny.
W latach 1751–1767 mieszkał we Frankfurcie, gdzie reprezentował interesy langrafstw Hesja-Darmstadt i Hesja-Kassel przed Nadreńskim Okręgiem Rzeszy Niemieckiej (Oberrheinische Kreis).
W roku 1772 Ludwik IX, landgraf Hesji-Darmstadt powołał go na pierwszego ministra langrafstwa Hesja-Darmstadt. Udało mu się polepszyć stan finansów państwa.
W 1780 zwolniony z urzędu. W latach 1783–1790 żył w Mannheim.
Do jego dzieł należą: Der Hof in Fabeln (1761), Von dem deutschen Nationalgeist (1765), Patriotische Briefe (1767) i Über den Diensthandel deutscher Fürsten (1786).